# هلما لمان
هلما لمان (انگلیسی: Helma Lehmann؛ زادهٔ ۲۳ ژوئن ۱۹۵۳) قایقران روئینگ اهل آلمان شرقی بود.
وی در مسابقات کشوری و بین‌المللی در مجموع برندهٔ ۳ مدال طلا، ۱ مدال نقره شده‌است.